# مسکال

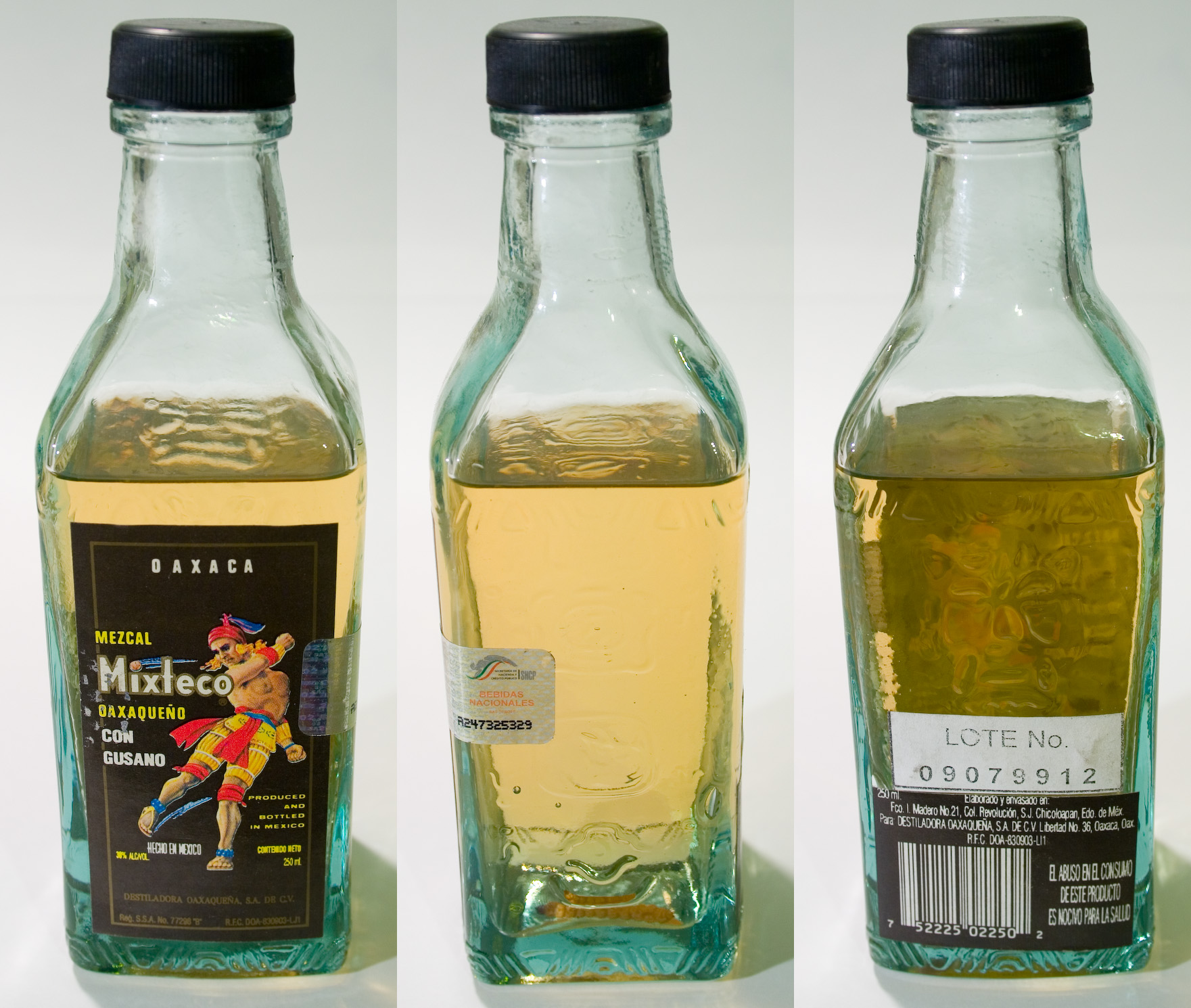
بطری مسکال با کرم

مسکال (اسپانیایی: Mezcal‎؛ اسپانیایی تلفظ: [mesˈkäl]) که به صورت «Mescal» هم نوشته می‌شود و در انگلیسی «مسکَل» (‎i‎/mɛsˈkæl/‎) خوانده می‌شود، از نوشیدنی‌های الکلی تقطیری است که از گیاه آگاو برگ‌خنجری در کشور مکزیک ساخته می‌شود. 
این نوشیدنی هم‌خانواده نوشیدنی تکیلا است که آن نیز در کشور مکزیک ساخته می‌شود.